# Terme Çayı
Der Terme Çayı ist ein Fluss im Osten der nordtürkischen Provinz Samsun.
Der Fluss hieß in der Antike Thermōdōn (latinisiert Thermodon).
Der Terme Çayı entspringt im Gebirgszug Canik Dağları des Pontischen Gebirges.
Der Fluss durchfließt den Landkreis Salıpazarı und die gleichnamige Kreisstadt in nördlicher Richtung. In Salıpazarı mündet der Yeşilçay rechtsseitig in den Fluss. Anschließend wendet sich der Terme Çayı nach Nordosten. Er durchfließt nach weiteren 25 km die Kreisstadt Terme und mündet schließlich 5 km östlich der Stadt in das Schwarze Meer.
Der Terme Çayı hat eine Länge von ungefähr 50 km.